# 이고르 요바노비치
이고르 요바노비치(1989년 5월 3일 ~ )는 크로아티아의 축구 선수이다. 포지션은 수비수이다. 현재 리가 I의 FC 아스트라 지우르지우 소속이다. 크로아티아 국적 뿐만아니라 독일 국적 역시 보유하고 있는 이중국적자이다.